# William Kingdon Clifford
William Kingdon Clifford FRS (Exeter, 4 de maig de 1845 − Madeira, 3 de març de 1879) va ser un matemàtic anglès que també va escriure sobre filosofia. Juntament amb Hermann Grassmann és el fundador del que ara es coneix com a àlgebra geomètrica, sent un cas especial les àlgebres de Clifford, denominades així en el seu honor, i que són usades contemporàniament en la física matemàtica. Va ser el primer a proposar que la gravitació és la manifestació d'una geometria subjacent. En el terreny de la Filosofia va ser partidari de no creure en allò del que no es tenen proves, per aquest motiu fos considerat enemic de la teologia.
Els seus Mathematical Papers van editats de forma pòstuma el 1882 per Robert Tucker.